# Grantly Dick-Read
Grantly Dick-Read, geboren als Grantly Dick Read (* 26. Januar 1890 in Beccles, Norfolk; † 11. Juni 1959 in Wroxham, Norfolk) war ein englischer Gynäkologe, der sich für die natürliche Geburt einsetzte und um 1919 ein auf psychischem Training beruhendes Verfahren zur Linderung des Geburtsschmerzes entwickelt hatte.

## Leben

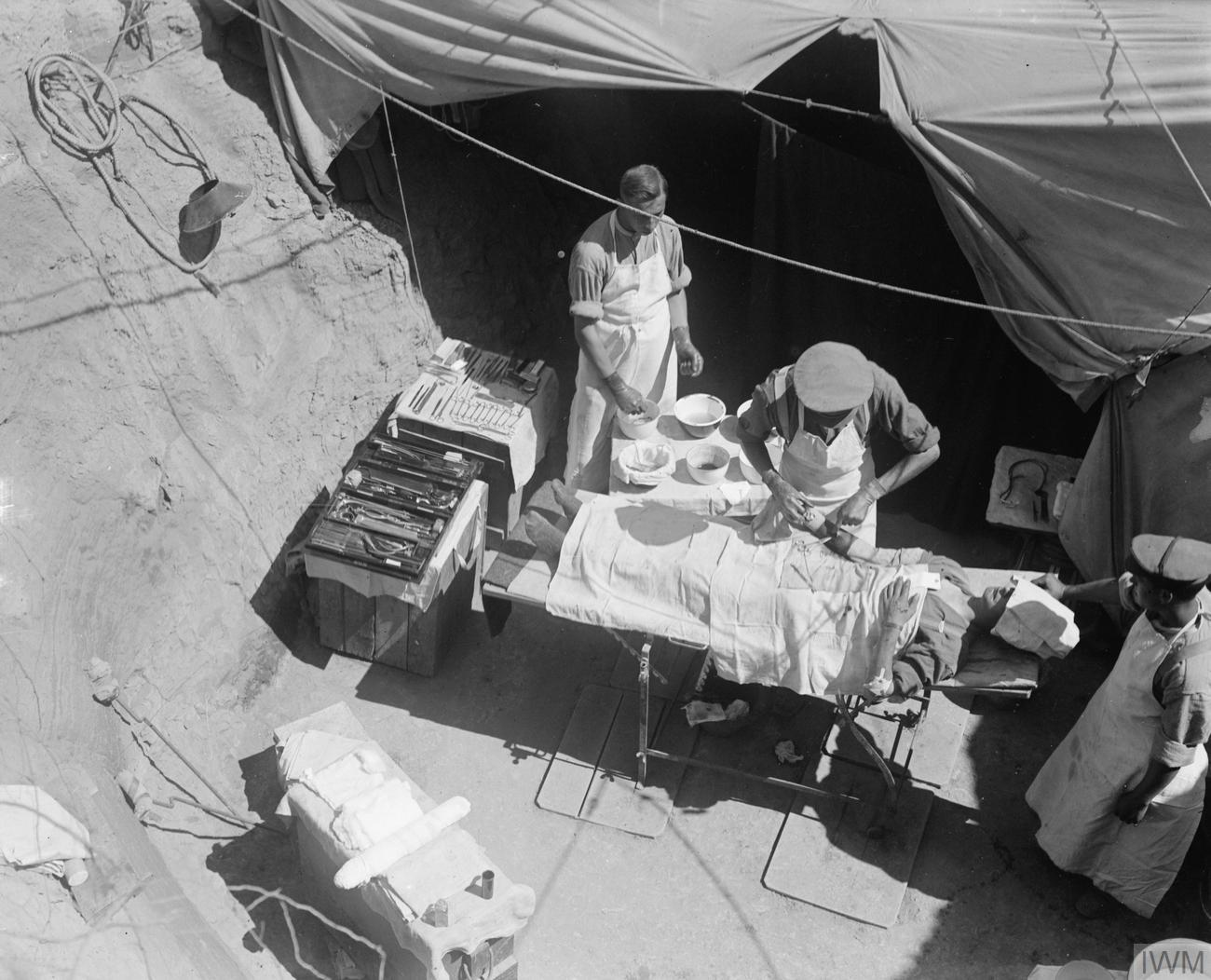
Feldlazarett Cape Helles

Grantly Dick-Read wurde als sechstes von sieben Kindern des wohlhabenden Müllers Robert John Samuel Read (1851–1920) und der Frances Maria Read geborene Sayer (1855–1942) in dem ostenglischen Landstädtchen Beccles geboren. Er war bekannt als ein guter und vielseitiger Sportler, übte u. a. Cricket, Football, Boxen und Reiten aus. Er studierte in Cambridge und absolvierte seine medizinische Ausbildung am Londoner Hospital in Whitechapel. Dort arbeitete er als Assistenzarzt in der chirurgischen Abteilung. Während des Ersten Weltkrieges wurde Dick-Read in der Schlacht von Gallipoli schwer verwundet. Ein indischer Unteroffizier machte ihn während dieser Zeit mit mentalen Entspannungstechniken bekannt. Nach seiner Genesung war er in Frankreich als Sanitätsoffizier tätig. Nach dem Krieg verließ er das medizinische Feld der Chirurgie und widmete sich voll und ganz der Geburtshilfe. Als niedergelassener Arzt und Geburtshelfer praktizierte er in England und Südafrika. Dick-Read war zweimal verheiratet. Seine letzten Jahre verbrachte er in Südengland bei Petersfield.

## Werk

### Entwicklung
Kurz vor dem Ersten Weltkrieg kamen Dick-Read als Assistenzarzt in der Chirurgischen Abteilung des städtischen Londoner Hospitals erstmals die Gedanken, dass es möglich sein müsse, die Schmerzen der in den Wehen liegenden Frauen durch andere Mittel als durch Narkotika zu lindern. Nach dem Ersten Weltkrieg als Militärarzt gibt er die Chirurgie völlig auf. Er wird Geburtshelfer am Londoner Hospital und richtet sich später eine Privatpraxis in der Harley Street ein. In den 1920er Jahren hatte Dick-Read ein Schlüsselerlebnis bei einer Geburtshilfe, als eine Frau auf die Verabreichung von Chloroform verzichten wollte, um ihre Geburt bewusst miterleben zu können. Diese Geburt verlief ohne Probleme. Über jede weitere Entbindung führt er Buch, trägt Berge von Notizen zusammen.
Nach weiteren Untersuchungen veröffentlichte Dick-Read schließlich im Jahre 1933 sein Buch Die natürliche Geburt. Das Buch brachte ihn an den Rand des Ruins. Patienten verließen ihn, Kollegen griffen ihn an und selbst Freunde rückten von ihm ab. Sein Buch wurde jedoch in den Folgejahren zu einem Bestseller. In Woking bei London eröffnete er später eine eigene Klinik und nahm Ärzte als Partner auf. Mit dem wachsenden Erfolg seiner Klinik strengten seine Gegner, gemeinsam mit den eigenen Partnern, in der Folgezeit vor der britischen Ärzteorganisation ein Verfahren wegen berufswidrigen Verhaltens an. Das Verfahren brach in allen Punkten zusammen. Die Kläger mussten 3.000 Pfund Schmerzensgeld zahlen und sich in einem Rundschreiben bei 4.000 Patientinnen entschuldigen.
Sein zweites Buch Childbirth Without Fear. The Principles And Practice Of Natural Childbirth erschien 1942. Er schreibt es ausdrücklich für die werdenden Mütter und nicht für Fachkollegen. Darin schreibt er, In no other animal species is the process of birth apparently associated with any suffering, pain or agony, except where pathology exists or in an unnatural state, such as captivity. Übersetzt: Bei keiner anderen Tierart wird der Geburtsvorgang offensichtlich mit Leiden, Schmerz oder Qualen verbunden, es sei denn es bestünden Krankheiten oder, in einem unnatürlichen Fall, wie zum Beispiel Gefangenschaft. Das Bibelwort: „Zu der Frau sprach Gott: Ich werde sehr vermehren die Mühsal deiner Schwangerschaft, mit Schmerzen sollst du Kinder gebären! […]“ – (Genesis 3,16 ), bezeichnete Dick-Read als „mittelalterliche Gräuelpropaganda“.
1948 ging er nach Südafrika und setzte seine Arbeit in einer Johannesburger Praxis fort. In Belgisch-Kongo machte Dick-Read die Entdeckung, dass der Geburtsablauf durch das Gemüt beeinflusst werden kann. Schmerzhafte Wehen gelten bei vielen Stämmen als Strafe für einen Ehebruch. Er beobachtete Frauen, die tagelang sich in Schmerzen krümmten, aber fast sofort niederkamen, nachdem sie dem Medizinmann ihre Vergehen gestanden hatten. Bis 1953 blieb er in Afrika und fand dort die Bestätigung für seine Lehre von der natürlichen Geburt. Nach England zurückgekehrt, lud er prominente Ärzte, Hebammen und Journalisten in ein Londoner Kino ein. Der Film zeigte vier seiner Patientinnen in der letzten Phase der natürlichen Geburt. Dieser Film war der erste dokumentarische Beweis für seine Theorie.

### Lehre
Nach Dick-Reads Lehre sind Angst und Unwissenheit die schlimmsten Feinde der natürlichen Entbindung. Deswegen dürfe die Frau nicht als passives Opfer in ein ihr unbekanntes Geschehen hineinstolpern. Sie müsse in allen Phasen der Geburt zu aktiver Mitarbeit herangezogen werden. Nach seiner Auffassung ist die Geburt nicht Schmerz, sondern Arbeit. Die Frauen sollten ihre Arbeit kennen. Sie haben gelernt, die Absichten der Natur zu verstehen und zu nutzen, statt Widerstand zu leisten. Bei einer normalen Geburt beeinflusst nicht der Wehenschmerz den Gemütszustand der Frau, sondern umgekehrt der Gemütszustand erst den Schmerz auslöse. Frauen sollten die Geburt als ihre persönliche Leistung verstehen. Seine Behauptung: Es gibt keinen Schmerz bei der Geburt oder vielmehr, es dürfte keinen geben. Den Begriff Wehenschmerz ersetzte er durch Muskelgefühl.
Dick-Read entwickelte das später nach ihm Readsche Methode benannte System der pränatalen Psychoprophylaxe. Dabei wird durch seelische und körperliche Beeinflussung der werdenden Mutter der Geburtsschmerz herabgesetzt. Die Beeinflussung kann durch systematische gymnastische Entspannungs- und Lockerungsübungen, Aufklärung und Belehrung über das Geburtsgeschehen oder Ausschaltung der zu Verkrampfungen und Schmerzen führenden Geburtsangst erfolgen.
Nach der Theorie von Dick-Read entstehen ein großer Teil von Angst und Schmerzen durch Erwartungen vor der Geburt. Er nannte dieses Phänomen Angst-Verkrampfungs-Schmerz-Syndrom (Fear-Tension-Pain-Syndrom). Dick-Read lehnte Schmerzmittel nicht grundsätzlich ab, da sich auch Ängste nicht unbedingt immer abbauen lassen. Dick-Read hat auch zum ersten Mal die unterstützende Rolle des Vaters bei der Geburt berücksichtigt.

### Öffentliche Beachtung
Dick-Read kritisierte die moderne Geburtshilfe als eine Kunst der Betäubung, in der der Narkotiseur eine größere Rolle spiele als die Hebamme. Viele Fachkollegen standen Dick-Read feindlich gegenüber. In der Ärzte-Zeitschrift British Medical Journal wurde er attackiert. In öffentlichen Diskussionen warfen ihm skeptische Kollegen vor: Wenn er Erfolg haben wolle, müsse er wohl die moderne Frau in den Urwald zurückverpflanzen. Denn Dick-Read behauptete immer wieder, in Afrika habe er die Bestätigung für seine Theorie gefunden, dass der Geburtsschmerz nichts anderes sei als eine Zivilisationskrankheit. Dass eine normale physiologische Geburt in einen krankhaften Zustand mit seinen Risiken verwandelt wird, hätte ihn in den 1930er Jahren beinahe seine Praxis gekostet.
1950 erschien Dick-Reads Buch Mutterwerden ohne Schmerzen, Die Natürliche Geburt erstmals in deutscher Sprache. In den kommenden Jahren erschien dieses Buch allein in Deutschland in 12. Auflagen und es wurde in 14 weitere Sprachen übersetzt. Auch in einigen Geburtskliniken der DDR, u. a. in Berlin an der Charité und in Leipzig, wurde die Methode von Dick-Read eingeführt und fand hier unter dem Namen Geburtsschmerzerleichterung Zuspruch.
In den späten 1940er und frühen 1950er Jahren fanden seine Ideen in den USA und Westeuropa Gehör. Vor Ärzten und Gynäkologen, die aus zahlreichen europäischen und überseeischen Ländern in Rom zusammengekommen waren, sprach am 8. Januar 1956 Papst Pius XII. über das Problem der schmerzlosen Geburt und der Methode von Dick-Read. Der Papst sagte: Wenn die neue Technik die Schmerzen der Niederkunft erspart und lindert, kann die christliche Geburtshilfe das ohne Gewissensbedenken annehmen. Der Papst wandte sich gegen antiquierte Auslegungen kirchlicher Lehren. Er wünsche sich eine Stärkung des Bewusstseins von der Größe der Mutterschaft im Allgemeinen und besonders der Stunde, da die Mutter das Kind zur Welt bringt. Pius XII. empfing Dick-Read in einer Privataudienz und würdigte dessen Verdienste mit einer silbernen Medaille.
1956 wurde die Natural Childbirth Association, heute National Childbirth Trust, gegründet, deren erster Präsident Dick-Read wurde. Für den Nobelpreis der Medizin, für den ihn die Universität Johannesburg vorschlagen wollte, konnte Dick-Read nicht kandidieren, weil das Königliche Kollegium der Geburtshelfer und Gynäkologen die Zustimmung verweigerte. 1992 wurde an seiner ehemaligen Praxis in der Harley Street eine Gedenktafel für ihn angebracht.

## Auswirkung seiner Arbeit in der Gegenwart
Die Dick-Read Methode war ein Meilenstein auf dem Weg zur natürlichen Geburt und versuchte erstmals, den Kreislauf aus Angst, Anspannung und Schmerz zu durchbrechen und die medikamentöse Schmerzbekämpfung zu vermeiden. Die Frauen sollen durch Information, emotionale Unterstützung durch ihre anwesenden Partner oder die Geburtshelfer und -helferinnen sowie durch Atem- und Entspannungsübungen auf die Geburt vorbereitet werden. Dazu gehört das Wissen, wie die Wehen auf die verschiedenen Körperteile wirken. Die Gebärenden lassen sich ganz bewusst auf die Erfahrung der Wehenschmerzen ein und können diese als solche annehmen und ertragen. Die Geburt kann so zu einem positiven Erlebnis für eine Frau werden. Fast alle modernen Geburtsmethoden stützen sich auf diese Erkenntnisse. In den heutigen Geburtsvorbereitungskursen werden die zukünftigen Eltern, auf die bevorstehende Entbindung, u. a. durch Atemübungen, eingestimmt und vorbereitet.